# ATP Challenger Guayaquil
Das ATP Challenger Guayaquil (offizieller Name: Challenger Ciudad de Guayaquil) ist ein seit 2005 jährlich stattfindendes Tennisturnier in Guayaquil. Auch 1994, 1995 und 1997 fand jeweils eine Austragung an gleicher Stelle statt. Es ist Teil der ATP Challenger Tour und wird im Freien auf Sand ausgetragen. Leonardo Mayer, Nicolás Lapentti und Sergio Roitman im Einzel sowie Júlio César Campozano im Doppel konnten das Turnier jeweils zweimal gewinnen.

## Liste der Sieger

### Einzel
| Jahr                         | Sieger                 | Finalgegner          | Ergebnis          |
| ---------------------------- | ---------------------- | -------------------- | ----------------- |
| 2024                         | Federico Agustín Gómez | Tomás Barrios Vera   | 6:1, 6:4          |
| 2023                         | Alejandro Tabilo (2)   | Daniel Elahi Galán   | 6:2, 6:2          |
| 2022                         | Daniel Altmaier        | Federico Coria       | 6:2, 6:4          |
| 2021                         | Alejandro Tabilo (1)   | Jesper de Jong       | 6:1, 7:5          |
| 2020                         | Francisco Cerúndolo    | Andrej Martin        | 6:4, 3:6, 6:2     |
| 2019                         | Thiago Seyboth Wild    | Hugo Dellien         | 6:4, 6:0          |
| 2018                         | Guido Andreozzi        | Pedro Sousa          | 7:5, 1:6, 6:4     |
| 2017                         | Gerald Melzer          | Facundo Bagnis       | 6:3, 6:1          |
| 2016                         | Nicolás Kicker         | Arthur De Greef      | 6:3, 6:2          |
| 2015                         | Gastão Elias           | Diego Schwartzman    | 6:0, 6:4          |
| 2014                         | Pablo Cuevas           | Paolo Lorenzi        | kampflos          |
| 2013                         | Leonardo Mayer (2)     | Pedro Sousa          | 6:4, 7:5          |
| 2012                         | Leonardo Mayer (1)     | Paolo Lorenzi        | 6:2, 6:4          |
| 2011                         | Matteo Viola           | Guido Pella          | 6:4, 6:1          |
| 2010                         | Paul Capdeville        | Diego Junqueira      | 6:3, 3:6, 6:3     |
| 2009                         | Nicolás Lapentti (2)   | Santiago Giraldo     | 6:2, 2:6, 7:64    |
| 2008                         | Sergio Roitman (2)     | Brian Dabul          | 7:65, 6:4         |
| 2007                         | Nicolás Lapentti (1)   | Daniel Gimeno Traver | 6:3, 6:76, 7:5    |
| 2006                         | Sergio Roitman (1)     | Mariano Zabaleta     | 6:3, 4:6, 6:1     |
| 2005                         | Marcos Daniel          | Flávio Saretta       | 6:2, 1:6, 6:0     |
| 1998–2004: nicht ausgetragen |                        |                      |                   |
| 1997                         | Tomas Nydahl           | Mariano Zabaleta     | 6:0, 6:3          |
| 1996                         | nicht ausgetragen      | nicht ausgetragen    | nicht ausgetragen |
| 1995                         | Kris Goossens          | Dirk Dier            | 6:4, 6:4          |
| 1994                         | Sjeng Schalken         | Christian Ruud       | 6:1, 6:4          |

### Doppel
| Jahr                         | Sieger                                              | Finalgegner                               | Ergebnis          |
| ---------------------------- | --------------------------------------------------- | ----------------------------------------- | ----------------- |
| 2024                         | Karol Drzewiecki Piotr Matuszewski                  | Luís Britto Marcelo Zormann               | 6:4, 7:62         |
| 2023                         | Arklon Huertas del Pino Conner Huertas del Pino     | Luca Margaroli Santiago Rodríguez Taverna | 6:3, 6:1          |
| 2022                         | Guido Andreozzi Guillermo Durán (3)                 | Facundo Díaz Acosta Luis David Martínez   | 6:0, 6:4          |
| 2021                         | Jesper de Jong Bart Stevens                         | Diego Hidalgo Cristian Rodríguez          | 7:5, 6:2          |
| 2020                         | Luis David Martínez Felipe Meligeni Rodrigues Alves | Sergio Martos Gornés Jaume Munar          | 6:0, 4:6, [10:3]  |
| 2019                         | Ariel Behar (2) Gonzalo Escobar                     | Pedro Sakamoto Thiago Seyboth Wild        | 7:64, 7:65        |
| 2018                         | Guillermo Durán (2) Roberto Quiroz (2)              | Thiago Monteiro Fabrício Neis             | 6:3, 6:2          |
| 2017                         | Marcelo Arévalo Miguel Ángel Reyes Varela           | Hugo Dellien Federico Zeballos            | 6:1, 6:77, [10:6] |
| 2016                         | Ariel Behar (1) Fabiano de Paula                    | Marcelo Arévalo Sergio Galdós             | 6:4, 6:2          |
| 2015                         | Guillermo Durán (1) Andrés Molteni                  | Gastão Elias Fabrício Neis                | 6:3, 6:4          |
| 2014                         | Máximo González Guido Pella                         | Pere Riba Jordi Samper Montaña            | 2:6, 7:63, [10:5] |
| 2013                         | Stephan Fransen Wesley Koolhof                      | Roman Borvanov Alexander Satschko         | 1:6, 6:2, [10:5]  |
| 2012                         | Martín Alund Facundo Bagnis                         | Leonardo Mayer Martín Ríos Benítez        | 7:5, 7:65         |
| 2011                         | Júlio César Campozano (2) Roberto Quiroz (1)        | Marcel Felder Rodrigo Antônio Grilli      | 6:4, 6:1          |
| 2010                         | Juan Sebastián Cabal Robert Farah                   | Franco Ferreiro André Sá                  | 7:5, 7:63         |
| 2009                         | Júlio César Campozano (1) Emilio Gómez              | Andreas Haider-Maurer Lars Pörschke       | 6:71, 6:3, [10:8] |
| 2008                         | Sebastián Decoud Santiago Giraldo                   | Thiago Alves Ricardo Hocevar              | 6:4, 6:4          |
| 2007                         | Brian Dabul Juan Pablo Guzmán                       | Bart Beks Michael Quintero                | 7:65, 6:3         |
| 2006                         | Juan Pablo Brzezicki Leonardo Mayer                 | Marcel Felder Fernando Vicente            | 1:6, 7:5, [14:12] |
| 2005                         | Juan Martín del Potro Juan Antonio Marín            | Luis Horna Iván Miranda                   | kampflos          |
| 1998–2004: nicht ausgetragen |                                                     |                                           |                   |
| 1997                         | Gábor Köves Tomas Nydahl                            | Diego del Río Mariano Puerta              | 2:6, 6:3, 7:6     |
| 1996                         | nicht ausgetragen                                   | nicht ausgetragen                         | nicht ausgetragen |
| 1995                         | Tomáš Krupa Pavel Vízner                            | Pablo Campana Nicolás Lapentti            | 6:1, 6:1          |
| 1994                         | João Cunha e Silva Nuno Marques                     | Matt Lucena Richard Schmidt               | 7:6, 6:4          |